# ألمانيا (دائرة انتخابية للبرلمان الأوروبي)
في انتخابات البرلمان الأوروبي تعتبر ألمانيا دائرة انتخابية للبرلمان الأوروبي، وتغطي جميع دولة ألمانيا. يمثلها حالياً ستة وتسعون عضواً وهي الأكثر تمثيلاً بين الدوائر الانتخابية للبرلمان الأوروبي.
كانت تشمل هذه الدائرة ألمانيا الغربية فقط وذلك خلال الفترة من 1979 حتى إعادة توحيد ألمانيا عام 1990.